# ريتشارد جيبس (عالم وراثة)
ريتشارد جيبس (بالإنجليزية: Richard Gibbs)‏ هو عالم وراثة أسترالي، ولد في عقد 1950.